# Ваљапај (Караш-Северин)
Ваљапај (рум. Valeapai) насеље је у Румунији у округу Караш-Северин у општини Рамна. Oпштина се налази на надморској висини од 144 m.

## Историја
По "Румунској енциклопедији" место се први пут помиње 1597. године. Године 1717. ту је пописано 80 домова.
По попису из половине 18. века у месту је записано 210 православних кућа. Аустријски царски ревизор Ерлер је 1774. године констатовао је да место припада Тамишком округу, Чаковачког дистрикта. Становништво је било претежно влашко. Када је 1797. године пописан православни клир, у месту су два свештеника. Пароси, поп Василије Поповић (рукоп. 1769) и поп Михаил Јовановић (1789) иако се по српски називају - српски језик нису говорили.
Ваљапај је од 1797-1798. године био спахилук који је држао Србин, Јефтимије Атанасијевић родом из Новог Сада. Спахија Теодор је 1818. године био претплатник Вуковог далекосежног Речника. Његов сродник, вероватно син Јован се јавља 1845. и 1846. године као једини претплатник у том месту, чији је власник, сада Вукових "Српских народних песама". Јован Атанасијевић је био ожењен Маријом Николић. Атанасијевићи ће држати спахилук до завршетка Првог светског рата. Јован је почетком 1848. године писао митрополиту српском Рајачићу о разбукталом влашком шовинизму у Логошу према Србима, у граду у чијем је јавном животу, попут других српских племића учествовао. Подигли су браћа Марко и Емил племићки дворац од 1840. године, а радове су изводили доведени грађевинари из Србије и Италије. Румуни сељаци су заузели и опљачкали тај дворац 1922. године. Сада је Атанасијевићев дворац туристичка атракција.
По државном шематизму православног клира Угарске из 1846. године у месту "Valya-Pay" (Ваљапај) у саставу Крашовског комитета, било је 628 православних становника. Православно парохијско звање је основано 1725. године, а црквене матрикуле се воде касније. Матица крштених и умрлих од 1789. године, а матица венчаних од 1793. године. Православни храм Успења Пресвете Богородице је подигнут 1752, па нови 1830. године. Православно свештенство чинили су 1846. године поп Трифун Поповић, а капелан поп Никола Поповић.
Постоји 1846. године народна вероисповедна школа са 51 ђаком, којима предају учитељи Јосиф Поповић и Јован Јакобеско.

## Становништво
Према подацима из 2002. године у насељу је живело 472 становника, од којих су сви румунске националности.